# American Assassin
American Assassin è un film del 2017 diretto da Michael Cuesta.
La pellicola, con protagonisti Dylan O'Brien, Michael Keaton, Sanaa Lathan e Taylor Kitsch, è l'adattamento cinematografico del romanzo L'assassino americano (American Assassin) di Vince Flynn pubblicato nel 2010 e arrivato in Italia nel 2017.

## Trama
Mitch Rapp, studente universitario, e la sua fidanzata, Katrina Harper, sono in vacanza a Ibiza, in Spagna. Poco dopo che Katrina ha accettato la proposta di matrimonio di Mitch, una cellula jihadista armata di AK 47 approda sulla spiaggia e inizia a sparare ai bagnanti. Nell'attacco, Mitch rimane ferito e Katrina resta uccisa.
Diciotto mesi dopo, consumato dal desiderio di vendetta, Rapp incappa su internet nel terrorista responsabile dell'omicidio della sua fidanzata. Fingendo interesse per la jihad e dopo essere riuscito a farsi invitare in Libia per incontrare l'assassino della fidanzata, Rapp si prepara ad ucciderlo. Durante l'incontro però, prima che possa attuare i suoi piani, la cellula terrorista viene attaccata dalle forze speciali statunitensi. Vedendosi negata la vendetta Rapp pugnala ripetutamente il cadavere del terrorista, che è rimasto ucciso durante l'azione, prima di essere trascinato fuori dagli uomini delle forze speciali.
In una casa sicura della CIA Rapp viene sottoposto a 30 giorni di interrogatori, quindi il vicedirettore della CIA Irene Kennedy gli propone di unirsi a Orion, un'unità operativa segreta. Il capo dell’unità è Stan Hurley, un ex Navy SEAL veterano della Guerra nel Golfo: sarà lui ad addestrare Rapp e le altre potenziali reclute.
Nel frattempo, attraverso i canali dell'intelligence giunge la notizia che del materiale adatto alla fabbricazione di ordigni atomici è scomparso da un impianto nucleare russo dismesso. Il materiale in questione sembra destinato ad estremisti iraniani, che sono contrari all'accordo nucleare del governo iraniano con gli Stati Uniti. Mentre è in corso la vendita del materiale nucleare in Polonia, il plutonio finisce in mano a terzi, che eliminano i venditori prima di svanire tra la folla. In Virginia, Hurley vede le notizie sull'incidente in Polonia e identifica il responsabile come un ex ufficiale della Marina e dell'unità Orione che si credeva ucciso in azione: ora il traditore sta operando con il nome di "Ghost". La squadra di Hurley viene inviata in Turchia per intercettare l'acquirente per il quale Ghost sta lavorando.
A Istanbul, la squadra di Hurley viene identificata e il tentativo di intercettazione del dispositivo di innesco fallisce. Rapp porta l'acquirente nel suo appartamento e, dopo averlo ucciso, recupera il suo laptop. Le informazioni portano la squadra a Roma, dove gli agenti di Orion identificano un fisico nucleare che può costruire un'arma funzionante. Mentre è a Roma, Rapp scopre che una collaboratrice, Annika, è un'agente dei servizi segreti iraniani. Quest'ultima spiega che sta lavorando per la fazione iraniana che sta tentando di impedire agli integralisti di acquisire materiale nucleare. Durante un incontro tra Hurley e un contatto iraniano, Ghost li attacca, uccide il contatto e cattura Hurley.
Alla stazione della CIA a Roma, Annika viene affidata alla sorveglianza di due agenti del Mossad ma Rapp intercetta l'auto e la libera. Lavorando insieme, individuano il quartier generale sotterraneo che Ghost sta usando per costruire il dispositivo nucleare. Rapp individua il sito e libera Hurley gravemente ferito, tuttavia Annika viene catturata da Ghost e si uccide con la pistola di questi per non essere usata come ostaggio. Ghost riesce a scappare su una barca con l'ordigno. Basandosi su una conversazione precedente, Hurley deduce che Ghost intende compiere un attacco kamikaze contro la sesta flotta della US Navy. Rapp insegue la barca di Ghost, mentre la sesta flotta, allertata del pericolo imminente attraverso i canali della CIA, si prepara all'attacco.
Salito a bordo del natante di Ghost, Rapp lo uccide e tenta di allontanare l'imbarcazione dalla sesta flotta per proteggere le navi dall'esplosione, poi lancia l'arma nucleare in mare e fugge a bordo di un elicottero della Marina degli Stati Uniti. Alcuni secondi dopo il dispositivo esplode, creando un enorme tsunami che inonda le navi della sesta flotta, senza creare altri danni.
Dopo l'esplosione, Hurley, che si sta riprendendo dalle ferite, riceve in ospedale militare la visita del vicedirettore Kennedy e mentre stanno guardando notizie che indicano che la fazione iraniana che ha cercato di ottenere l'arma nucleare vincerà le elezioni presidenziali, ricordano che Rapp è in vacanza a Dubai. A Dubai, il generale candidato della fazione e la sua scorta entrano in un ascensore in cui, dietro di loro, si trova Rapp sorridente.

## Produzione
La CBS Films acquista i diritti della serie di romanzi con protagonista Mitch Rapp nel 2008. Il romanzo Consent to Kill viene scelto come prima trasposizione cinematografica della serie. Il progetto, prodotto da Lorenzo di Bonaventura e Nick Wechsler, si basava inizialmente su una sceneggiatura scritta da Jonathan Lemkin con regista Antoine Fuqua, mentre per il ruolo del protagonista si facevano i nomi di Gerard Butler, Colin Farrell e Matthew Fox.
Con l'uscita del romanzo prequel American Assassin, viene deciso di iniziare la storia del protagonista fin da giovane per proseguire poi la sua carriera, con Edward Zwick alla regia. Il 12 febbraio 2012 Jeffrey Nachmanoff prende il posto di Zwick come regista. Zwick scrive la sceneggiatura insieme a Marshall Herskovtiz ma una nuova versione viene stesa poi da Michael Finch nell'ottobre 2012; nello stesso periodo vengono offerti 10 milioni di dollari a Chris Hemsworth per il ruolo del protagonista. Nel marzo 2016 vengono scelti Michael Cuesta e Stephen Schiff rispettivamente come regista e sceneggiatore. Nel maggio dello stesso anno viene infine selezionato Dylan O'Brien per il ruolo di Mitch Rapp.
Il budget del film è stato di 33 milioni di dollari.

## Promozione
Il primo trailer del film viene diffuso il 18 aprile 2017.

## Distribuzione
La pellicola è stata distribuita nelle sale cinematografiche statunitensi a partire dal 15 settembre 2017, mentre in Italia dal 23 novembre dello stesso anno.

## Accoglienza

### Incassi
Nella prima settimana di programmazione, il film si posiziona al secondo posto nel botteghino statunitense, alle spalle di It, con un incasso di 14,8 milioni di dollari.
American Assassin ha incassato 36,2 milioni di dollari nel Nord America e 31 nel resto del mondo, per un totale di 67,2 milioni di dollari.

### Critica
Sull'aggregatore Rotten Tomatoes il film riceve il 35% delle recensioni professionali positive con un voto medio di 4,74 su 10 basato su 173 critiche, mentre su Metacritic ottiene un punteggio di 45 su 100 basato su 30 recensioni.